# 二人三月
『二人三月』（ふたりさんがつ）は、the ARROWSの3枚目のシングルである。

## 概要
- 前作から3ヶ月でのシングルとなる。
- タワーレコード限定発売となる。

## 収録曲
1. 二人三月
作詞/作曲：坂井竜二

## 収録アルバム
- ARROW HELLO WONDERFUL WORLD（2006年7月12日）